# 中之島車站 (北海道)
中之島車站（日语：／ Nakanoshima eki */?）是一位於日本北海道札幌市豐平區中之島1条1丁目，隸屬於札幌市交通局的地下鐵車站。中之島車站是札幌市營地下鐵南北線的沿線車站之一，車站編號N11。

## 車站構造
2面2線的對向式月台。位於白石中之島通的下方，出口為此路與中之島通皂交差點。月台與閘口直接連結的車站，因此不設大堂。

### 月台配置
| 月台 | 路線   | 目的地               |
| ---- | ------ | -------------------- |
| 1    | 南北線 | 平岸、真駒內方向     |
| 2    | 南北線 | 大通、札幌、麻生方向 |

## 相鄰車站
札幌市營地下鐵
 南北線
幌平橋（N10）－中之島（N11）－平岸（N12）